# グレート・メフィスト
ザ・グレート・メフィスト（The Great Mephisto、本名：James Ault、1936年 - ）は、アメリカ合衆国の元プロレスラー。オハイオ州コロンバス出身。ギミック上の出身地はサウジアラビア。生年は1930年ともされる。
ザ・シークの影響下にあるアラブ人ギミックのヒールとして、NWAの各テリトリーで活動した。ジョージア地区ではアブドーラ・ザ・ブッチャーらのマネージャーも務めた。

## 来歴
父親はドイツ系ユダヤ人、母親はレバノンからの移民。少年非行防止のためのスポーツクラブ施設にて、10代半ばからレスリングとボクシングのトレーニングを積み、草拳闘のボクサーとしてカーニバルの巡業に加わっていたこともあるという。
デビュー当初は、地元オハイオのプロモーターだったアル・ハフトのもとで活動。1960年より、フランキー・ケイン（Frankie Cain）のリングネームでテネシーのミッドアメリカ地区やノースカロライナのミッドアトランティック地区、オクラホマのトライステート地区など各地で活動。1963年12月、アリゾナ州ツーソンにてドン・ケントを破りアリゾナ・ヘビー級王座を獲得。1965年7月13日にはテネシー州メンフィスにてマイク・クランシーと組み、トージョー・ヤマモト&ミツ・ヒライからミッドアメリカ版のNWA南部タッグ王座を奪取した。
1966年下期、フロリダにてロッキー・スミスをパートナーに、自身はインフェルノ1号、スミスはインフェルノ2号を名乗り、ジ・インフェルノス（The Infernos）なる覆面タッグチームを結成。同年10月6日、トーナメントを制してフロリダ版のNWA世界タッグ王座を獲得。以降もホセ・ロザリオ＆エディ・グラハム、ロザリオ&サム・スティムボートなどのチームと同王座を争った。1968年下期からはテキサスのアマリロ地区に参戦、9月26日にドリー・ファンク・ジュニア&テリー・ファンクを破り、テキサス西部版のNWA世界タッグ王者にもなっている。
1969年12月よりフロリダにてメフィストと名乗り、ダンテことボビー・ハートとのタッグチームで活動。翌1970年の下期からはグレート・メフィスト（The Great Mephisto）としてシングルプレイヤーに転じ、8月13日にヒロ・マツダを下してNWA南部ヘビー級王座を獲得。9月18日にはファンク・ジュニアのNWA世界ヘビー級王座に挑戦した。以降もフロリダを主戦場に、マツダやジャック・ブリスコ、ボブ・ループ、グレート・マレンコ、ティム・ウッズ、ジョニー・ウォーカーらと抗争を展開した。
1972年6月よりカリフォルニアのサンフランシスコ地区に進出し、ラーズ・アンダーソンやルーク・グラハムと共闘。1973年2月17日にパット・パターソンからフラッグシップ・タイトルのUSヘビー級王座を、4月25日にはキンジ・シブヤと組んでパターソン&ロッキー・ジョンソンからサンフランシスコ版のNWA世界タッグ王座をそれぞれ奪取した。同年下期からはフロリダに戻り、8月16日にポール・ジョーンズを破ってTV王座を獲得している。
1974年1月15日にはダラス地区にてロザリオからNWAテキサス・ヘビー級王座を奪取、5月28日にレッド・バスチェンに敗れるまで戴冠し、フリッツ・フォン・エリックやワフー・マクダニエルとも対戦した。1975年はオーストラリアに遠征、同じアラブ人ギミックのスカンドル・アクバらを破り、NWA豪亜ヘビー級王座を2回獲得している。以後、1970年代後半は古巣のフロリダやテネシーで活動。テネシーでは若手選手時代のロバート・ギブソンやテリー・ゴディなどと対戦した。
1980年、ヒールのプレイング・マネージャーとしてジム・バーネット主宰のジョージア・チャンピオンシップ・レスリングに登場。アブドーラ・ザ・ブッチャー、マーク・ルーイン、トール・タナカ、キラー・カーン、マスクド・スーパースター、レイ・スティーブンス、トーア・カマタ、テリー・ゴディなどを担当し、スタン・ハンセン、ミスター・レスリング2号、トミー・リッチらベビーフェイス陣営との抗争を指揮した。同年11月、ザ・シークのパートナーとして全日本プロレスの世界最強タッグ決定リーグ戦に来日。開幕戦の後楽園ホール大会ではインフェルノス時代の旧敵ザ・ファンクス、最終戦の蔵前国技館大会ではジョージアでマネージメントしていたブッチャー&カマタと対戦した。
その後は居住地のフロリダにてレフェリーを務める一方、覆面レスラーのインフェルノ1号として、1980年代中盤まで試合にも時折出場していた。2008年には日本のプロレス専門誌『Gスピリッツ』のインタビューにおいて、かつてオハイオ地区で邂逅した、アメリカ進出当時のカール・ゴッチのエピソードを語った。2010年5月に重度の心臓発作に見舞われたが、一命を取り留めている。

## 得意技
- キャメルクラッチ
- ブレーンバスター
- ファイアーボール （火炎攻撃）

## 獲得タイトル
ワールド・アスレティック・アソシエーション
- アリゾナ・ヘビー級王座：1回[7]

NWAミッドアメリカ
- NWAミッドアメリカ・ヘビー級王座：1回[29]
- NWA南部ジュニアヘビー級王座（ミッドアメリカ版）：1回[30]
- NWA南部タッグ王座（ミッドアメリカ版）：1回（w / マイク・クランシー）[8]

チャンピオンシップ・レスリング・フロム・フロリダ
- NWA南部ヘビー級王座（フロリダ版）：2回[13]
- NWA世界タッグ王座（フロリダ版）：3回（w / インフェルノ2号）[10]
- NWAフロリダ・タッグ王座：1回（w / インフェルノ2号）[31]
- NWAフロリダTV王座：1回[20]

NWAウエスタン・ステーツ・スポーツ
- NWA世界タッグ王座（テキサス西部版）：1回（w / インフェルノ2号）[11]
- NWAウエスタン・ステーツ・タッグ王座：1回（w / インフェルノ2号）[32]

NWAサンフランシスコ
- NWA USヘビー級王座（サンフランシスコ版）：1回[18]
- NWA世界タッグ王座（サンフランシスコ版）：1回（w / キンジ・シブヤ）[19]

NWAビッグタイム・レスリング
- NWAテキサス・ヘビー級王座：1回[21]

ワールド・チャンピオンシップ・レスリング（オーストラリア）
- NWA豪亜ヘビー級王座：2回[23]
- NWA世界ライトヘビー級王座（オーストラリア版）：1回[33]